# 鎧蛺蝶屬
鎧蛺蝶屬（學名：Chitoria）是閃蛺蝶亞科裡的一個屬。物種主要分佈於東南亞。